# Turquoise (schip)

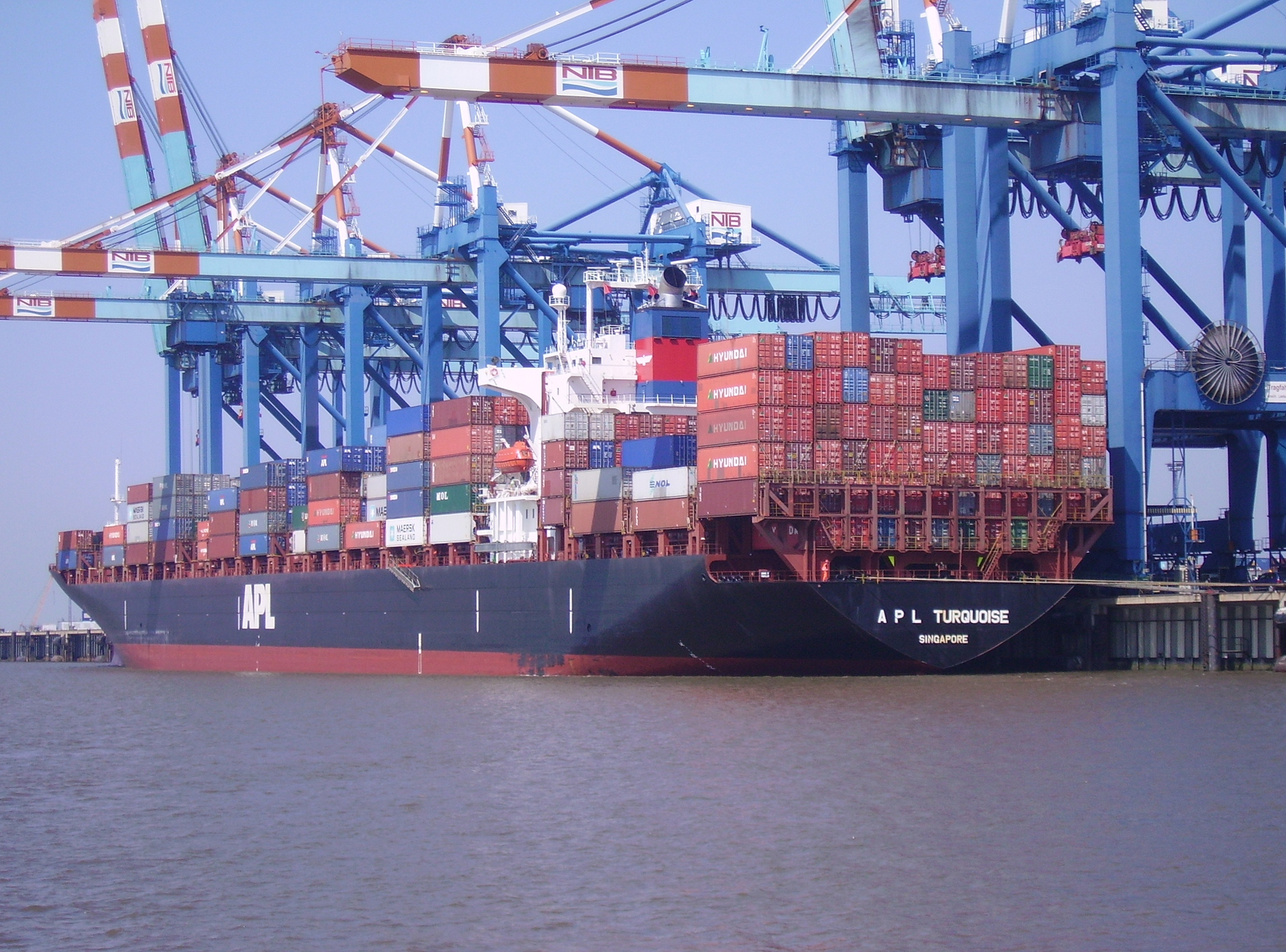
De APL Turquoise in Bremerhaven

De APL Turquoise is een containerschip van de American President Lines (APL) uit 1996. Het schip vaart onder de vlag van Singapore. Het schip heeft een vervoerscapacitiet van 4468 TEU. Een TEU is een halve normale containers. Het schip is 294 meter lang.